# تاتارتپه
تاتار تپه در شهرستان گنبدکاووس، روستای ایمرمحمدقلی آخوندی واقع شده و این اثر در تاریخ ۵ آذر ۱۳۷۹ با شمارهٔ ثبت ۲۹۰۰ به‌عنوان یکی از آثار ملی ایران به ثبت رسیده است.